# Acanthopagrus butcheri
Acanthopagrus butcheri es una especie de peces de la familia Sparidae en el orden de los Perciformes.

## Morfología
Los machos pueden llegar alcanzar los 60 cm de longitud total.

## Distribución geográfica
Es un endemismo de las  costas del sur de Australia.